# Mulfordia secunda
Mulfordia secunda är en tvåvingeart som beskrevs av John Otterbein Snyder 1951. Mulfordia secunda ingår i släktet Mulfordia och familjen husflugor.
Artens utbredningsområde är Peru. Inga underarter finns listade i Catalogue of Life.